# Sorgfjorden

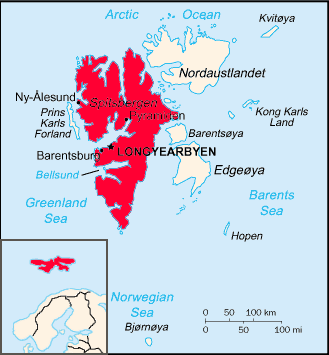
Översiktskarta.

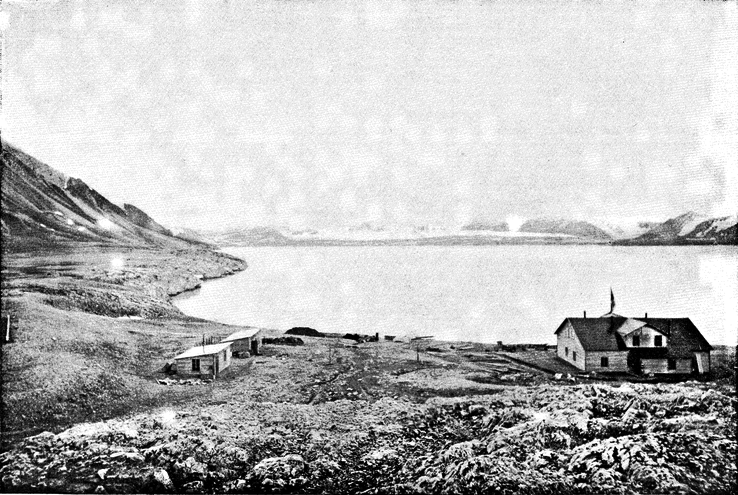
Svenska gradmätningsexpeditionens övervintringsstation i Treurenberg Bay 1899-1900.

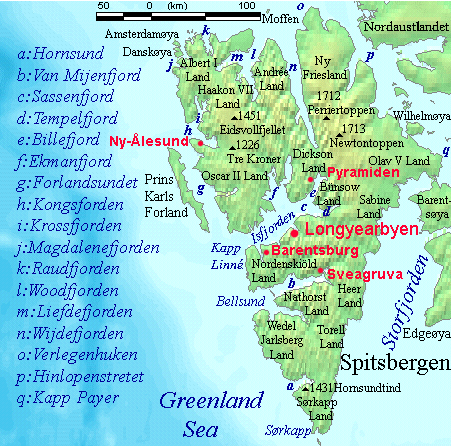
Lägeskarta, Sorgfjorden högst upp till höger om ön Moffen.

Sorgfjorden är en fjord i norra Svalbard i Barents hav i Norra ishavet. Sorgfjorden är den nordligaste fjorden på hela Spetsbergen.

## Geografi
Sorgfjorden ligger cirka 150 km nordöst om Longyearbyen på Spetsbergens norra del vid det norra inloppet till Hinlopenstretet.
Fjorden är cirka 10 km lång med en bredd på mellan cirka 2 till 3 km.
Förvaltningsmässigt ingår Sorgfjorden i naturreservatet Nordaust-Svalbard naturreservat.

## Historik
Området kallades först Treurenbergbukten (Treurenberg Bay). Det nuvarande namnet kom till under 1600-talet.
År 1683 blev en holländsk valfångstexpedition fast i fjorden efter att isen lagd sig och fick överge sitt fartyg för att landvägen söka räddning.
År 1693 utspelades ett mindre sjöslag i området då franska styrkor under kapten Varenne under en period attackerade ett 40-tal holländska valfångstfartyg.
Under 1800-talet och 1900-talet besöktes området av en rad vetenskapliga forskningsexpeditioner, däribland 1827 av William Edward Parrys expedition mot Nordpolen, 1899-1900 med övervintring av den Svensk-ryska gradmätningsexpeditionen och 1912-1913 av preussiske Herbert Schröder-Stranz under dennes ödesdigra expedition.
År 1973 inrättades Nordaust-Svalbard naturreservat.